# Ilhas Wellesley

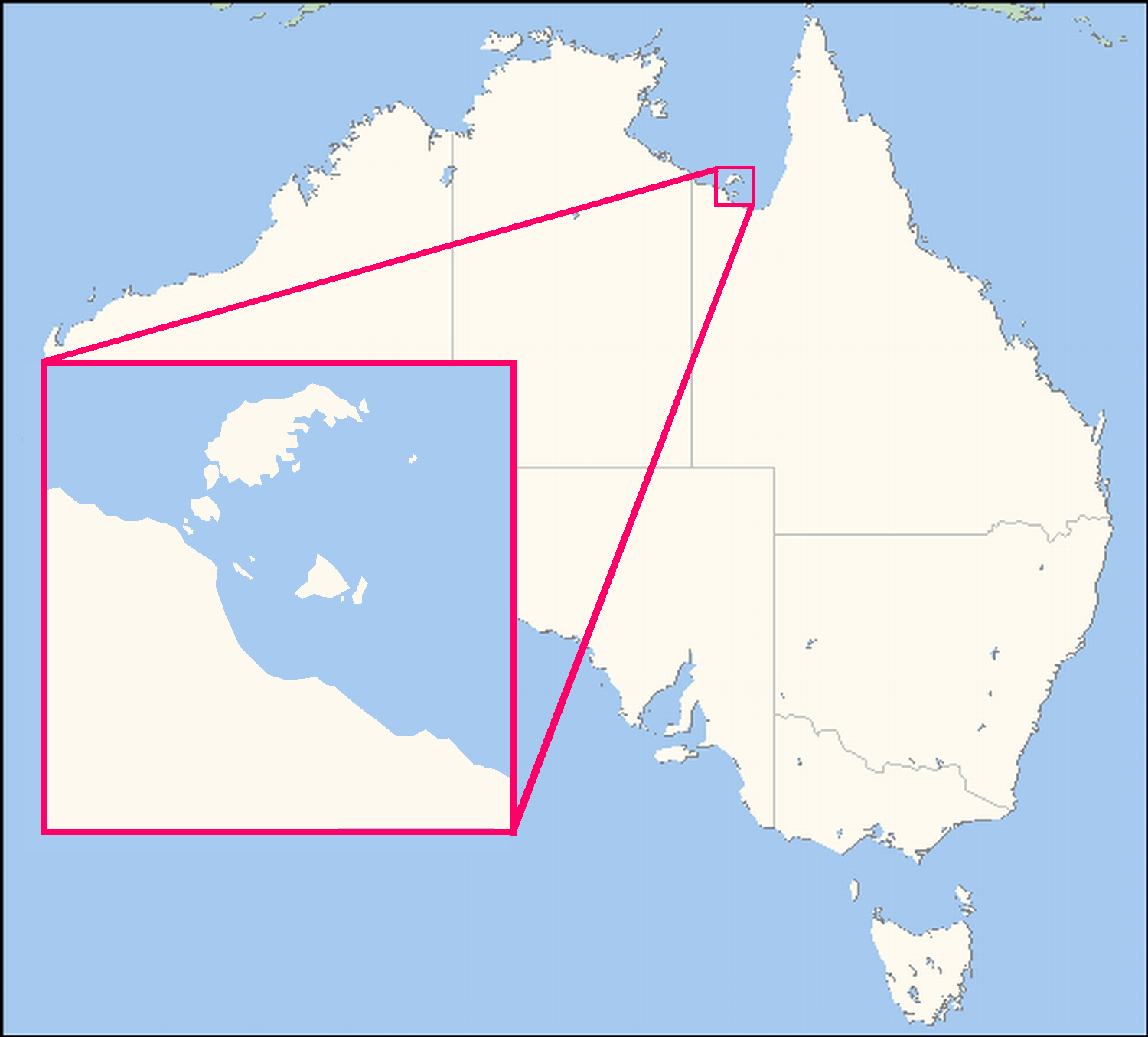
Localização das ilhas Wellesley

Para a ilha do mesmo nome, ver Ilha Wellesley.
As Ilhas Wellesley são um grupo de ilhas junto à costa setentrional de Queensland, Austrália, no Golfo de Carpentária. Foram assim chamadas por Matthew Flinders em homenagem a Richard Wellesley, o 1.º Marquês Wellesley. A maior é a Ilha Mornington. As Ilhas Wellesley do Sul e as Ilhas Forsyth ficam na mesma área.